# Siero (biologia)
Il siero è il liquido tratto dal sangue, formato da plasma senza fibrinogeno, fattore VIII, fattore V e protrombina.

## Descrizione
Per ottenere un plasma senza fibrinogeno, dopo il prelievo del sangue si attende la coagulazione. In seguito, per centrifugazione del campione biologico, si separa la fase liquida del sangue dalla parte corpuscolare e si ottiene dunque il siero.
Dal siero di origine bovina, in particolare dal siero fetale bovino (FBS, fetal bovine serum), si ottiene l'albumina di siero bovino o sieroalbumina bovina (BSA, bovine serum albumin), un importante reagente biochimico.

## Il siero nelle analisi del sangue
Per poter effettuare gli esami del sangue sul siero, è necessario che la separazione sia piuttosto netta e che il siero non sia torbido.
La valutazione della qualità del siero viene effettuata dal tecnico di laboratorio o da un analizzatore automatico e contempla almeno tre parametri che possono inficiare l'attendibilità dei risultati degli esami:
- emolisi, la presenza di globuli rossi: dà al siero una colorazione rossa;
- itterizia: dà un colore giallino;
- lipemia, la presenza di lipidi: danno un colore biancastro.

Il colore del siero può essere influenzato da altre sostanze assunte o presenti nel sangue del soggetto del prelievo, quali antibiotici e altri medicinali, coloranti.
Gli esami del siero fatte dagli analizzatori del laboratorio di analisi misurano molti parametri attraverso delle reazioni chimiche che portano a una colorazione del siero; sono dette analisi fotometriche.